# Heute traf Henry…
Heute traf Henry… (Originaltitel: The Day Henry Met…) ist eine irische Zeichentrickserie. Die Serie wurde in Irland zuerst am 13. Juli 2015 ausgestrahlt. Sendestart der deutschsprachigen Übersetzung war am 22. Januar 2017 auf dem Pay-TV-Kanal Nick Jr., die Free-TV-Premiere erfolgte am 23. Januar 2017 auf Nick Deutschland. Zielgruppe der Serie sind Kinder im Vorschulalter.

## Handlung
Die Hauptfigur der Serie ist der vierjährige Junge Henry. Dieser erkundet Tag für Tag seine Umgebung, um Neues kennenzulernen. Auf seinen Ausflügen spricht er dabei sämtliche Wesen, Tiere, Pflanzen, Sachen und Gegenstände an, die ihm begegnen, kommt mit ihnen ins Gespräch und erlebt auf diese Weise verschiedene Abenteuer.

## Episoden
Bisher (Stand Februar 2019) wurden 78 Episoden in drei Staffeln produziert.

## Auszeichnung
Bei den Cartoons on the Bay Pulcinella Awards im Jahr 2015 gewann Heute traf Henry… in der Kategorie „Best European Work“.